# Gerbo
Gerbo is een bestuurslaag in het regentschap Pasuruan van de provincie Oost-Java, Indonesië. Gerbo telt 9193 inwoners (volkstelling 2010).